# Liriomyza chilensis
Liriomyza chilensis este o specie de muște din genul Liriomyza, familia Agromyzidae. A fost descrisă pentru prima dată de Malloch în anul 1934. Conform Catalogue of Life specia Liriomyza chilensis nu are subspecii cunoscute.